# Viktor Spasov
Viktor Spasov (Unión Soviética, 19 de julio de 1959) es un atleta soviético retirado especializado en la prueba de salto con pértiga, en la que consiguió ser campeón europeo en pista cubierta en 1982.

## Carrera deportiva
En el Campeonato Europeo de Atletismo en Pista Cubierta de 1982 ganó la medalla de oro en el salto con pértiga, con un salto por encima de 5.70 metros, por delante de su compatriota Konstantin Volkov (plata con 5.65 metros) y del polaco Władysław Kozakiewicz (bronce con 5.60 metros).